# Декалб-авеню (Нью-Йоркское метро)
|       |   |   |   |       |       |   |   |   |       |
| B · Q | · | · | R | D · N | D · N | R | · | · | B · Q |

|       |   |   |   |       |       |   |   |   |       |
| B · Q | · | · | R | D · N | D · N | R | · | · | B · Q |

«Декалб-авеню» (англ. DeKalb Avenue) — станция Нью-Йоркского метрополитена, расположенная на линиях Брайтон, Би-эм-ти, и Четвёртой авеню, Би-эм-ти. Находится на пересечении Декалб-авеню и Флатбуш-авеню в центре Бруклина. На станции останавливаются маршруты: B (в будни днём и вечером до 23:00), D (ночью), N (ночью), Q (круглосуточно), R (круглосуточно) и W (часть рейсов в часы пик в пиковом направлении). По двум крайним путям станции проходят поезда маршрутов: B (в будни днём и вечером до 23:00), D (ночью) и Q (круглосуточно), а по четырём центральным — маршрутов D, N, R и W. Локальные пути в центральной части станции используются маршрутами: N (ночью), R (круглосуточно) и W (часть рейсов в часы пик в пиковом направлении). Станцию проходят без остановки маршруты D (круглосуточно, кроме ночи) и N (круглосуточно, кроме ночи).
Станция открылась 19 июня 1915 года первоначально для BMT Fourth Avenue Line, а 1 августа 1920 года уже и для BMT Brighton Line.
Станция имеет две островные платформы и шесть путей: четыре проходят между платформами (два средних из них отгорожены стенами и являются экспресс-путями, позволяющими проследовать эту станцию без остановки), а два снаружи от платформ. Наличие развязок к северу и югу от станции позволяет поездам разных маршрутов в разное время суток проходить станцию по разнообразным направлениям.
Те пути, которые проходят с внутреннего края платформ, по выходе из станции с северной стороны поворачивают на запад и направляются к тоннелю Монтегью-стрит (маршруты: N ночью, R круглосуточно и W часть рейсов в часы пик в пиковом направлении). Те пути, которые проходят с внешнего края платформ, и те, которые проходят по середине станции и не оборудованы платформами (экспресс-пути), продолжаются на север к Манхэттенскому мосту, пройдя при этом систему развязок и перегруппировавшись так, что на левой (южной) стороне моста оказываются пути, идущие к линии Бродвея (маршрут Q круглосуточно), а на правой (северной) — к линии Шестой авеню (маршруты B в будни днём и вечером до 23:00 и D ночью).
К югу от станции экспресс-пути продолжаются как экспресс-пути линии Четвёртой авеню (маршруты D круглосуточно, кроме ночи, и N круглосуточно, кроме ночи), а остальные две пары разветвляются на локальные пути той же линии (маршруты: N ночью, R круглосуточно и W часть рейсов в часы пик в пиковом направлении) и на линию Брайтон, проходящую восточнее (маршруты B и Q). Далее пути обеих линий приходят на станции, входящие в пересадочный узел Атлантик-авеню — Барклайс-центр.
На станции снято начало фильма «Защитник» с Джейсоном Стейтемом. Он собирался по сюжету броситься под прибывающий поезд именно здесь. Интересным моментом является то, что действие этой сцены происходило днём и на станции остановился поезд D. На самом деле D здесь останавливается только ночью. Дальнейшее действие фильма происходит непосредственно внутри этого поезда.

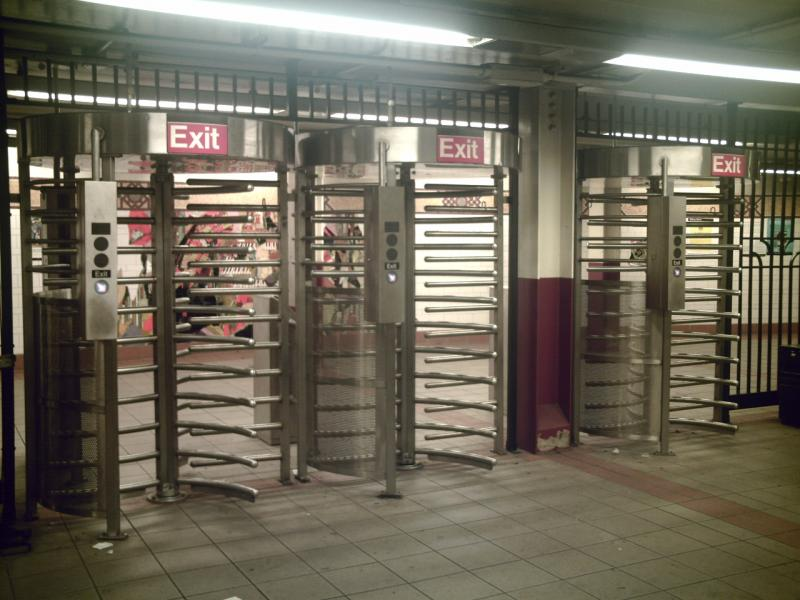
Турникеты
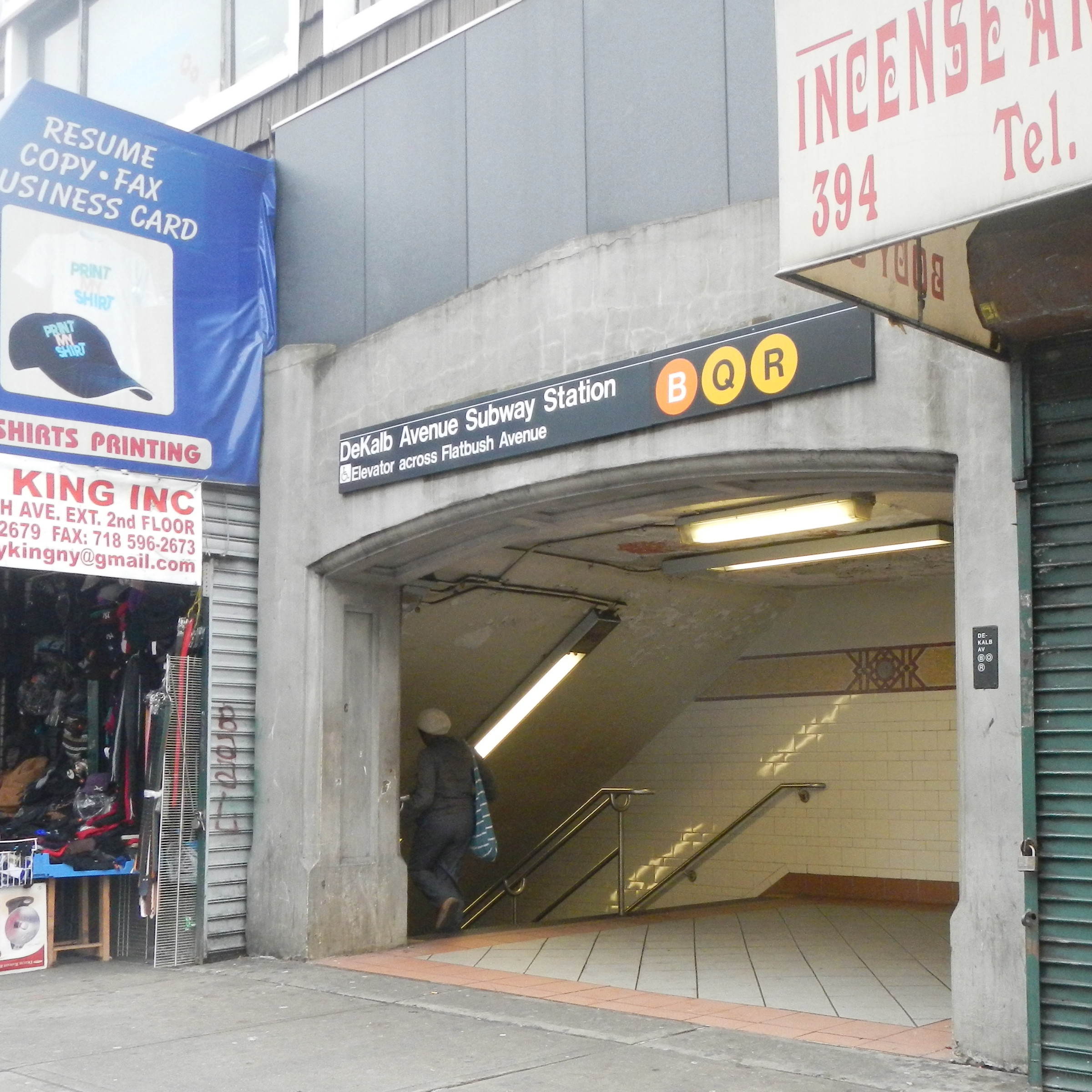
Один из выходов
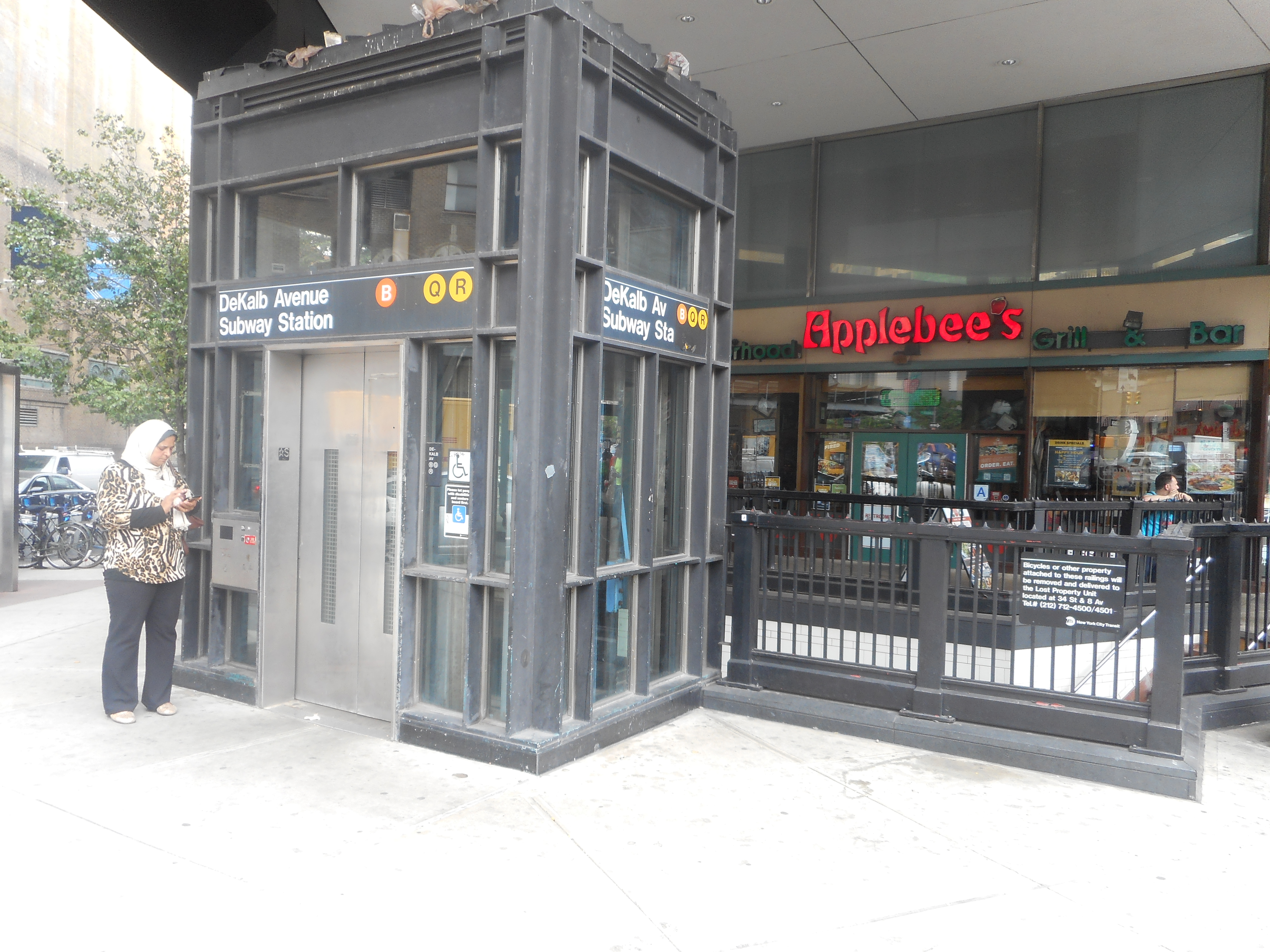
Один из выходов
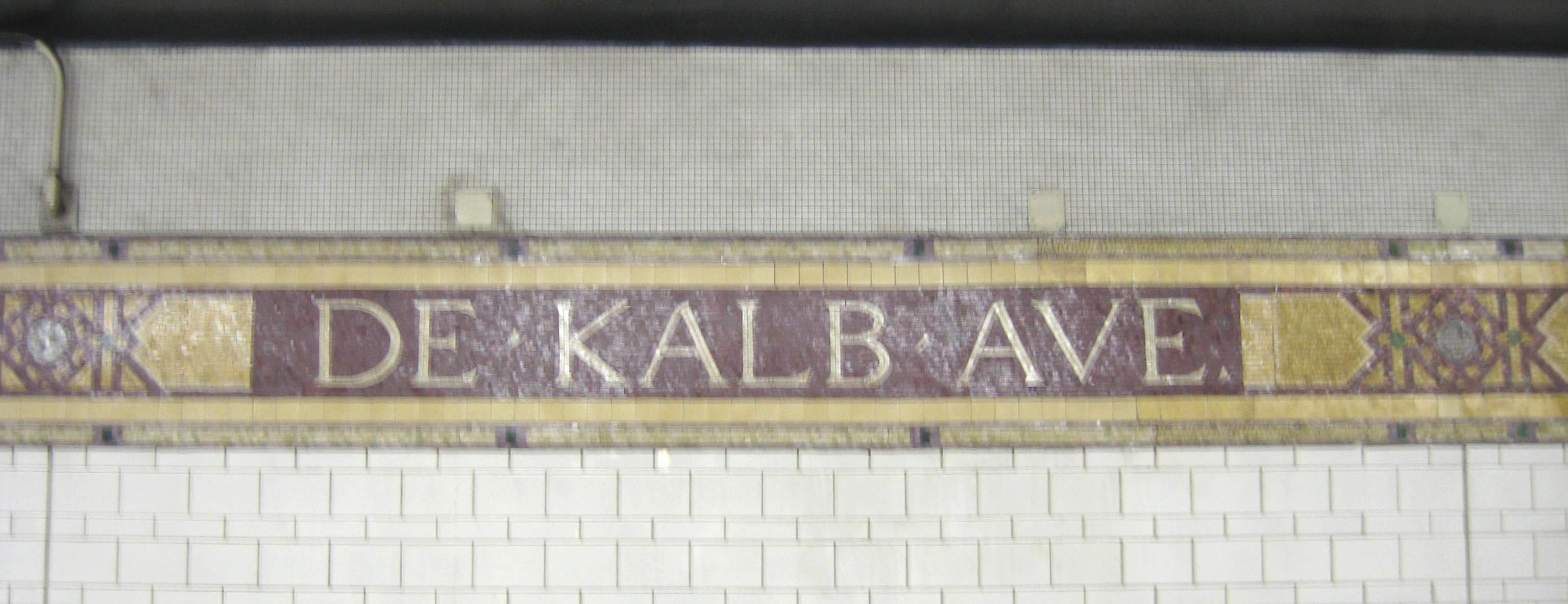
Именная мозаика
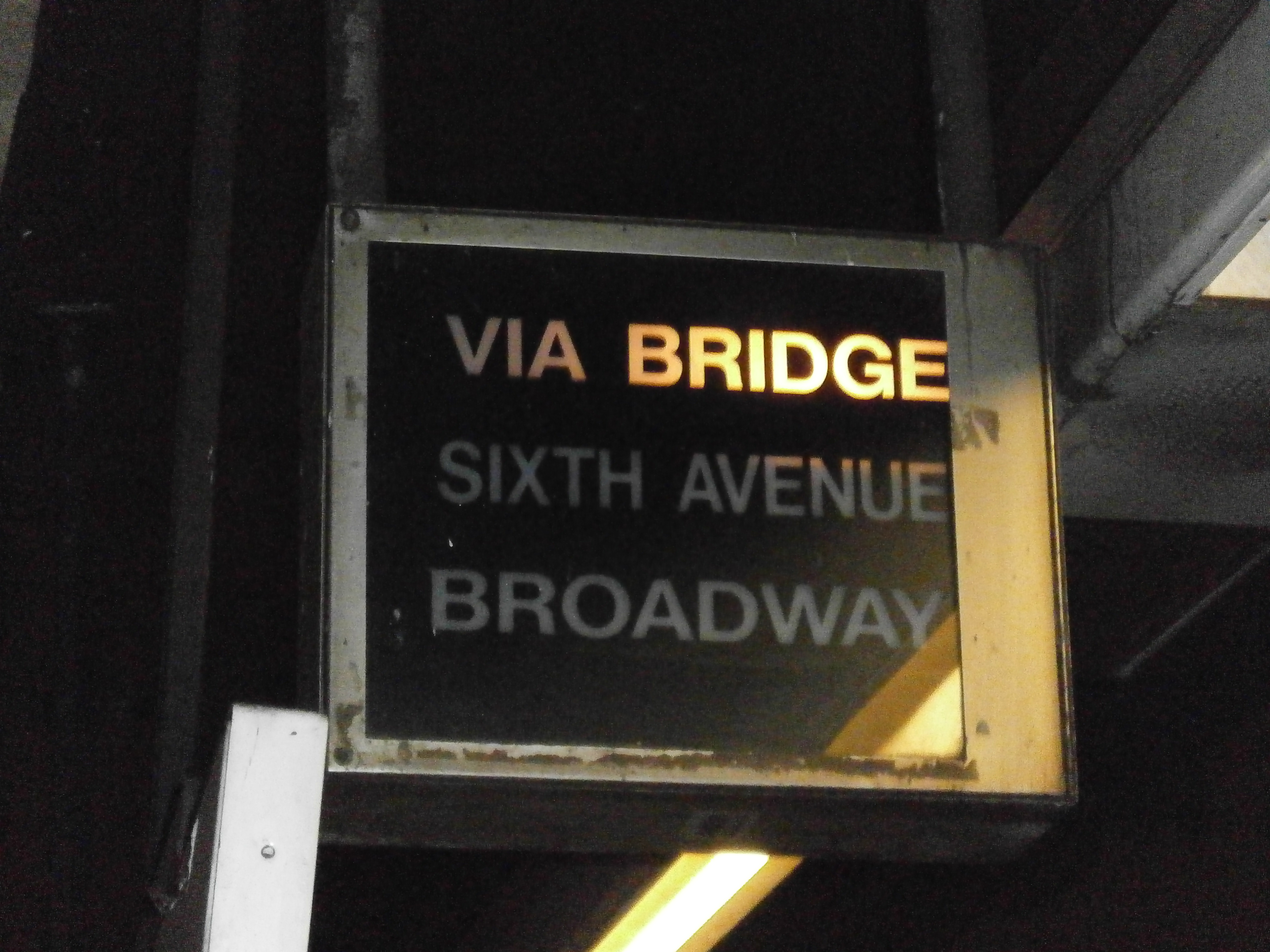
Табло, показывающее, куда следует поезд
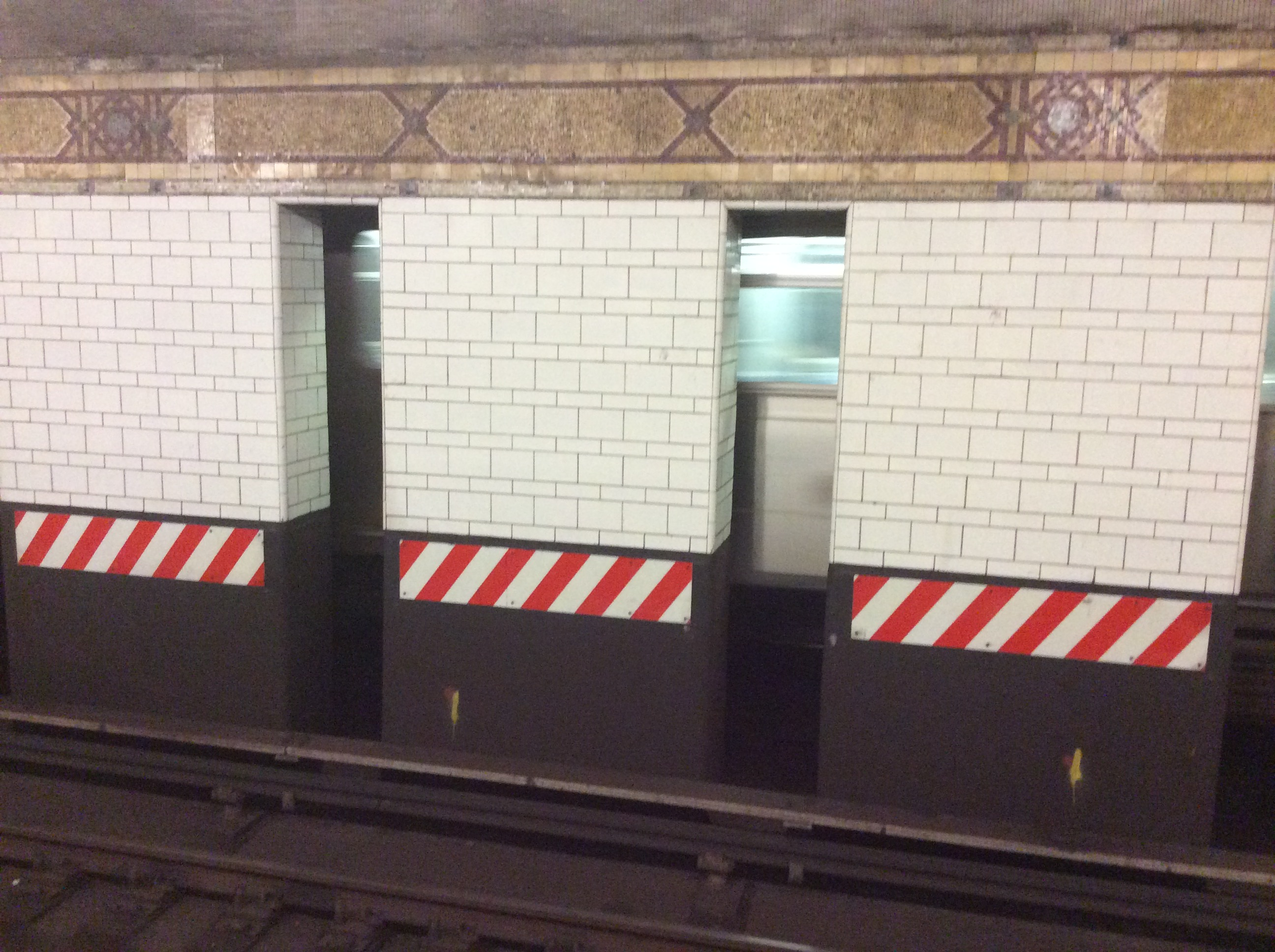
Экспресс-поезд за стеной